# Pseudemoia rawlinsoni
Pseudemoia rawlinsoni là một loài thằn lằn trong họ Scincidae. Loài này được Hutchinson & Donnellan mô tả khoa học đầu tiên năm 1988.

## Hình ảnh

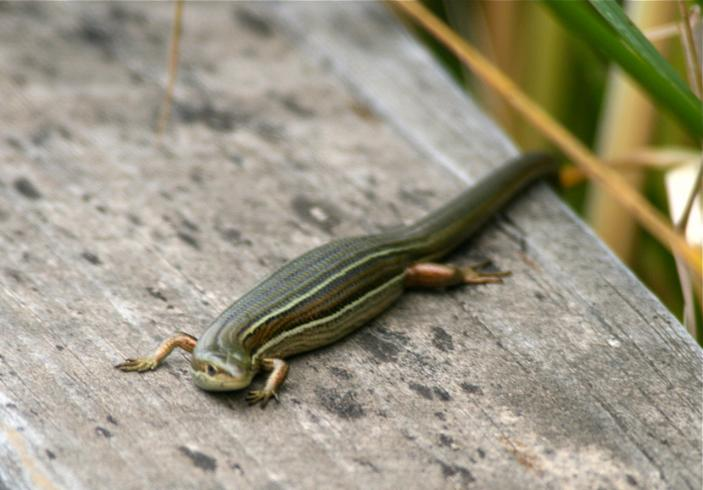